# Sorbonne Université
Sorbonne Université je francouzská veřejná výzkumná univerzita. Založena byla roku 2018 sloučením Univerzity Paříž IV, Univerzity Paříž VI a několika menších výzkumných institucí. Cílem bylo vytvořit prestižní vzdělávací instituci; podle Šanghajského žebříčku z roku 2021 je univerzita 35. nejlepší vysokoškolskou institucí na světě, zároveň je považována za 3. nejlepší v matematice. Škola se hlásí k tradici Sorbonnské koleje (původně teologické) založené roku 1257 jako součást Pařížské univerzity (zvané též obvykle Sorbonna) založené roku 1253, škola využívá i slavný historický kampus na 47 rue des Écoles v Latinské čtvrti. 
Založení školy v roce 2018 bylo součástí projektu zvaného Initiative d'excellence, tedy snahy francouzské vlády vytvořit několik vědeckých center univerzitního typu, které by byly schopny konkurovat britským a amerických prestižním univerzitám. Podobně vznikla Université de Paris (2019) nebo Univerzita Paris-Saclay (2019). Škola má tři fakulty – humanitní (lettres), vědeckou a lékařskou.

## Fakulty

### Umění a humanitní vědy
Fakulta umění a humanitních věd poskytuje studium v oblasti umění, jazyků, literatury a humanitních a sociálních věd a je největší ve Francii. 

### Věda a technika
Přírodovědecká a technická fakulta Sorbonnské univerzity je významnou výzkumnou institucí ve Francii. S Přírodovědeckou fakultou Paříž-Saclay ji lze považovat za přímou nástupkyni Přírodovědecké fakulty Pařížské univerzity. 
V pařížském regionu má 79 laboratoří, většinu ve spolupráci s Národním centrem pro vědecký výzkum (Centre national de la recherche scientifique, CNRS). Mezi nejvýznamnější ústavy a laboratoře patří Institut Henri Poincaré (matematika), Institut d'astrophysique de Paris (astrofyzika), LIP6 (informatika / výpočetní technika), Institut des systèmes intelligents et de robotique (robotika), Institut de mathématiques de Jussieu - Paris Rive Gauche (základy matematiky, sdílený s Pařížskou univerzitou) a Laboratoire Kastler-Brossel (kvantová fyzika, sdílený s univerzitou PSL).

### Medicína
Lékařská fakulta je spojena s Assistance Publique-Hôpitaux de Paris, skupinou univerzitních nemocnic Sorbonny (Hôpital Charles-Foix, Pitié-Salpêtrière Hospital, Hôpital Fondation Rothschild, Hôpital Saint-Antoine, Hôpital Tenon, Hôpital Armand-Trousseau, Hôpital de La Roche-Guyon) a Národní oftalmologickou nemocnicí Quinze-Vingts, která podporuje multidisciplinární výzkum a vzdělává lékaře a další zdravotnické pracovníky.

### Právo (externí výuka)
Na Sorbonnské univerzitě neexistuje žádná právnická fakulta jako taková. V roce 1971 se většina profesorů práva z Právnické a ekonomické fakulty Pařížské univerzity rozhodla restrukturalizovat ji na univerzitu, která se nazývá Univerzita Panthéon-Assas (podle dvou hlavních kampusů pařížské právnické fakulty: kampusů Place du Panthéon a rue d'Assas). Panthéon-Assas nyní zajišťuje právnické studium pro Sorbonnskou univerzitu jako samostatná univerzita.

## Mezinárodní srovnání
V roce 2023 se podle žebříčku QS Ranking univerzita umístila na 3. místě ve Francii a 59. místě celosvětově. Celosvětový žebříček Shanghai Ranking ji pro rok 2023 zařadil na 46. místo. V roce 2022 se Sorbonne Université stala 3. nejlepší univerzitou světa v matematice, před ní se zařadily pouze Univerzita Paris-Saclay a Princetonská univerzita.
Před sloučením Univerzity Paris-Sorbonne a Univerzity Pierra a Marie Curie byly obě univerzity ve světě hodnoceny samostatně. Univerzita Paris-Sorbonne byla považována za nejlepší humanitní fakultu ve Francii, v moderních jazycích se v roce 2014 umístila na 9. místě na světě. Univerzita Pierra a Marie Curie byla často hodnocena jako nejlepší univerzita ve Francii. Ve stejném roce se UPMC umístila na 35. místě na světě, na 6. místě v Evropě a na 1. místě ve Francii.